# Suka Makmur (Gunung Meriah)
Suka Makmur is een bestuurslaag in het regentschap Aceh Singkil van de provincie Atjeh, Indonesië. Suka Makmur telt 1356 inwoners (volkstelling 2010).